# 安多弗 (新罕布什爾州)
安多弗（英語：Andover）是一個位於美國新罕布什爾州梅里馬克縣的鎮。

## 人口
根據2020年美國人口普查的數據，安多弗的面積為106.30平方千米，當中陸地面積為104.00平方千米，而水域面積為2.30平方千米。當地共有人口2406人，而人口密度為每平方千米23人。